# Facultad Latinoamericana de Ciencias Sociales
La Facultad Latinoamericana de Ciencias Sociales (Flacso) es un organismo internacional de educación autónomo para América Latina y el Caribe, dedicado a la investigación, docencia y difusión de las ciencias sociales. Fue creada el 16 de abril de 1957 por iniciativa de la Unesco en la Conferencia Latinoamericana de Ciencias Sociales en Río de Janeiro. Josette Altmann-Borbón es la primera mujer elegida secretaria general de la Flacso, organización académica, regional, internacional, intergubernamental, plural y autónoma con más de 65 años en América Latina y el Caribe. Bajo su liderazgo, Flacso ha sido reconocido como uno de los principales centros de pensamiento de la región según el Global Go to Think Thank Index Report, esta institución ha sido reconocida entre las diez mejores de esta naturaleza a nivel mundial. 
La iniciativa de crear la Flacso quedó incluida en las recomendaciones de la Primera Conferencia Regional sobre la Enseñanza Universitaria de las Ciencias Sociales de América del Sur, realizada en Río de Janeiro en marzo de 1956. Se encuentra constituido por 18 Estados miembros que actualmente desarrollan actividades académicas en 13 países de América Latina y el Caribe.
Desde su creación, Flacso se ha consolidado como Organismo Internacional latinoamericano y caribeño de carácter académico autónomo, dedicado a la promoción de la enseñanza, investigación y como un punto de encuentro, diálogo y cooperación entre academia y el mundo de las políticas públicas. También se considera como un espacio privilegiado para la contribución a la integración y el desarrollo latinoamericano y caribeño. Ha realizado un importante aporte al desarrollo de las Ciencias Sociales en América Latina y el Caribe formando a más de 10 000 especialistas, profesores y académicos a lo largo de su historia.
Su integración está abierta a los países de América Latina y el Caribe que se adhieran al acuerdo sobre la Flacso. Son países integrantes del acuerdo: Argentina, Bolivia, Brasil, Costa Rica, Cuba, Chile, El Salvador, Ecuador, Honduras, Guatemala, México, Nicaragua, Panamá, República Dominicana, Uruguay y Surinam.

## Historia

### 1957-1975
Entre 1957 y 1974 la Flacso tuvo como sede única Santiago de Chile. Estuvo bajo patrocinio de la Universidad de Chile. Se crearon las siguientes escuelas de posgrado en sociología y ciencia política:
- Escuela Latinoamericana de Sociología (ELAS) (1957-1973)
- Con financiamiento del Banco Interamericano de Desarrollo (BID) se formó la Escuela Latinoamericana de Ciencia Política y Administración Pública (ELACP 1966-1973).

Posteriormente se creó el Instituto Coordinador de Investigaciones Sociales (ICIS 1969-1973). Durante la década de 1960 se transformó en un importante centro y polo de atracción de la investigación y docencia en ciencias sociales en América Latina. Importante fue el influjo de científicos sociales provenientes del Brasil después del golpe de 1964. Flacso colaboró con el Centro Latinoamericano de Investigaciones en Ciencias Sociales (Centro, en portugués Centro Latinoamericano de Pesquisas em Ciencias Sociais), de Río de Janeiro, Brasil, creado en 1957. El Centro funcionó con aportes de la UNESCO durante 1957-1968, desde 1969 lo hizo el gobierno brasileño, hasta su disolución a fines de la década de 1990.
Sin embargo, el golpe de Estado en Chile por parte de Augusto Pinochet durante 1973 y la persecución política posterior obligaron a cerrar el ELAS y el ELACP en Santiago. Asimismo, se decidió trasladar la secretaria general. El Estado chileno decidió terminar el convenio y quitar, en 1978, la personalidad jurídica otorgada a la Flacso. En 1991 se adheriría nuevamente al Acuerdo.

### 1975-actualidad

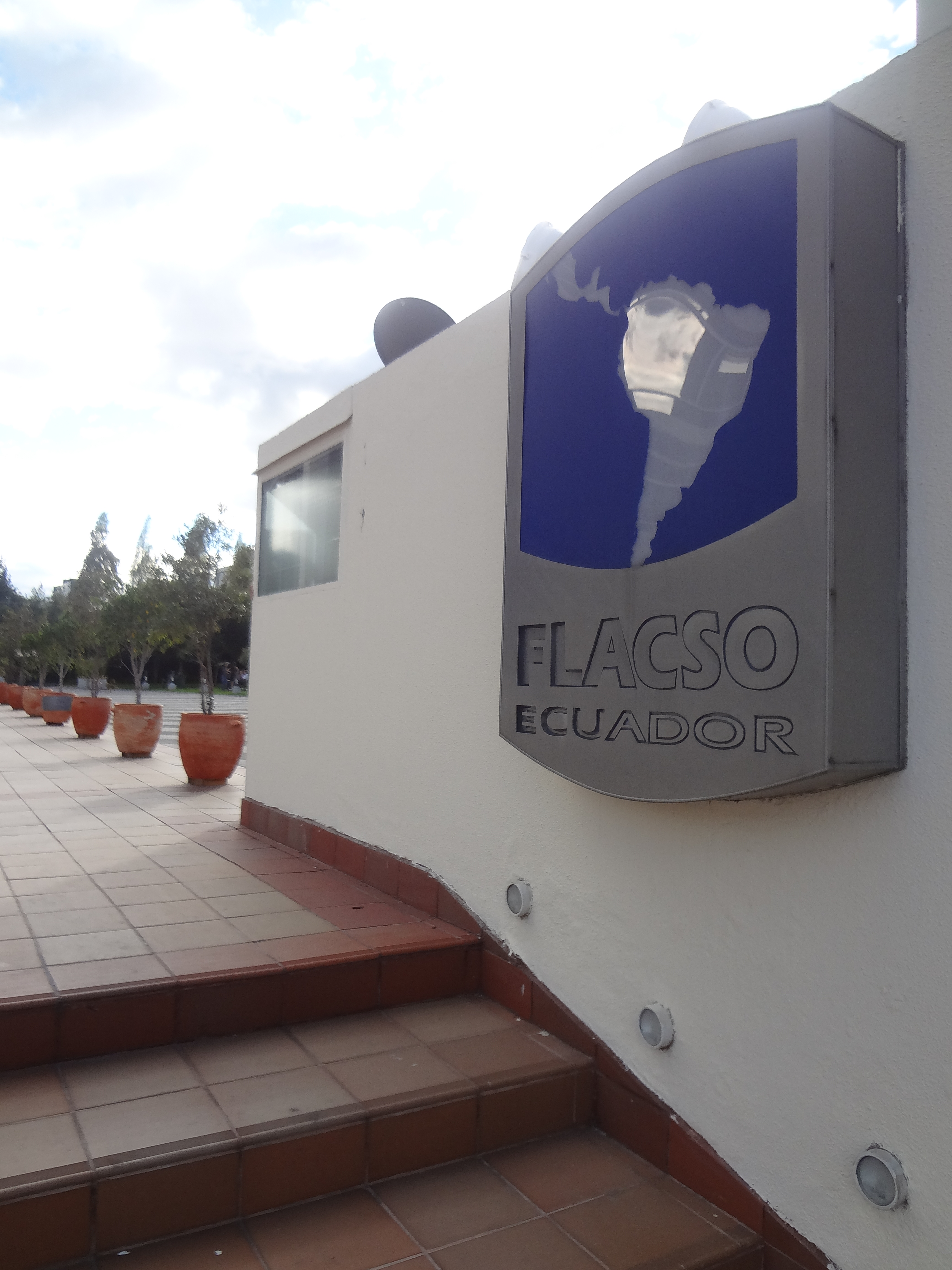
Pared de Flacso sede Ecuador, en la ciudad de Quito.

En 1975, en la Asamblea General de la Flacso, se estableció un modelo descentralizado de sedes en América Latina. Como resultado, se crearon:
- Sedes académicas - Para realizar actividades docentes de posgrado y especialización de nivel superior y de carácter permanente, conducentes a un magíster o un doctorado, junto con actividades de investigación social. La creación de una sede debe ser en un país que suscriba el convenio y aprobado por la Asamblea General.
- Programas Académicos - Tienen un conjunto de actividades de nivel superior, determinadas por los órganos directivos correspondientes en cualquier país latinoamericano y por acuerdo del Consejo Superior.
- Proyectos - Con actividades específicas de tiempo limitado en cualquier país y por acuerdo del Consejo Directivo.

Su primer director fue el sociólogo boliviano René Zavaleta Mercado.
La evolución de las unidades académicas de la Flacso en cada país se describe enseguida:
- Chile (sede central 1956, programa 1974, sede académica 1991)
- Argentina (programa 1974, sede académica 1994)
- Ecuador (sede académica 1975)
- México (sede académica 1975)
- Guatemala (proyecto 1987, programa 1989, sede académica 1987)
- Brasil (proyecto 1981, programa 1984, sede académica 1989)
- Bolivia (programa 1984-1994)
- Costa Rica (programa 1992, sede académica 1997)
- Cuba (programa 1988)
- República Dominicana (programa 1988)
- El Salvador (programa 1992)
- Paraguay (sede académica 2007)
- Uruguay Programa 2007)
- Panamá (Programa 2009)
- Honduras Programa 2014)

Se realizaron actividades temporales en Uruguay y Paraguay en calidad de proyectos. Las diferentes sedes de Flacso tienen niveles muy diversos de desarrollo y orientación. Así en Cuba el Centro Flacso Programa - Cuba, tiene como Misión: Desarrollar la investigación y docencia de postgrado sobre la sociedad cubana y en particular sobre su desarrollo social. Visión: Organización promotora de las investigaciones y la docencia en postgrado, en el Área de Desarrollo Social en Latinoamérica y Cuba, conocida, nacional e internacionalmente, que alcanza la condición de Sede Flacso - Cuba otorgada por la Flacso Regional. Las sedes de Argentina, Costa Rica, Brasil y Ecuador son importantes centros de investigación y docencia superior.

## Organización
Los órganos de gobierno, según el acuerdo, son: la Asamblea General, el Consejo Superior, el Comité Directivo y la Secretaría General. En cada sede hay un director y un consejo académico. La Secretaría General estuvo en Santiago de Chile (1957-1973), en Buenos Aires, Argentina (1973-1979) y, desde 1979, en San José de Costa Rica.
Asamblea General
Es el órgano máximo de Gobierno de la Flacso. Está compuesto por representantes de los Estados miembros del Acuerdo sobre la Flacso. A la Asamblea General le corresponde determinar la política general de la Institución y las relaciones de la Flacso en tanto persona jurídica internacional. Sus reuniones ordinarias se realizan cada dos años, en distintos países de la región.
Consejo Superior
El Consejo Superior es un Órgano de Gobierno compuesto por los representantes de 7 Estados miembros, elegidos por la Asamblea General; y por 6 distinguidos/as académicos/as latinoamericanos electos como Miembros a Título Individual. También forma parte del Consejo Superior el/la Presidente/a del Comité Directivo. El Consejo Superior determina la política académica de la Flacso, en concordancia con los lineamientos establecidos por la Asamblea General. Examina, y en su caso, aprueba los informes anuales y el presupuesto. Revisa las relaciones de la Flacso con los Estados miembros. Tiene facultades reglamentarias. Este Órgano de Gobierno se reúne ordinariamente una vez al año en alguno de los países Miembros del Acuerdo.
Comité Directivo
Este Órgano de Gobierno está compuesto por el/la Secretario/a General y los/as Directores/as de las
Sedes, el/la representante de los profesores, un/a representante de los
Programas y un/a representante del cuerpo académico de la Facultad. Elabora los
planes y programas académicos, presenta al Consejo Superior los informes y presupuestos anuales y autoriza los nombramientos del personal institucional. El Comité Directivo realiza 3 reuniones ordinarias presenciales al año en
diversos países de la región.
Consejos Académicos de Sede
Estos Órganos de Gobierno de cada unidad compuestos por el/la Director/a de la Unidad Académica, los Coordinadores de área, así como por un/a representantes del cuerpo académico de la Unidad y un/a representante de los estudiantes de la Unidad. Los Consejos Académicos proponen y evalúan las actividades académicas de la Unidad respectiva y asesoran al Director.
Secretaría General
La Secretaría General ejecuta los mandatos que le encomiendan la Asamblea General, el Consejo Superior y el Comité Directivo. El Secretario/a General posee la representación general y legal de la Flacso. Construye los informes, presupuestos y rendiciones de cuentas anuales de la Flacso; coordina las actividades académicas y de cooperación científica a nivel regional. Y realiza gestiones ante las universidades y demás instituciones sociales y culturales, con el objeto de producir convenios de naturaleza académica. El secretario general para el periodo 2012-2016 ha sido el Dr. Adrián Bonilla Soria. La actual secretaria general es la Dra. Rebecca Forattini Lemos Igreja, el edificio de la Secretaría General de la Flacso se encuentra ubicada en San José, Costa Rica.
Miembros notables
- Hilda Herzer
- Amparo Menéndez-Carrión
- Juan Carlos Portantiero
- Fernando Cortés Cáceres

## Sedes
Flacso Argentina
Valentina Delich es Directora de la sede. Fue designado por la Asamblea General de la Flacso - máximo órgano de la institución - el 30 de mayo de 2014 en la ciudad de Guatemala. Dirigió la sede Argentina por el período 2014 - 2018 y reasumió en el cargo para el período 2018 - 2022.

#### Flacso Ecuador
Se estableció en el año 1974, a través de la firma de acuerdo entre Ecuador y el sistema internacional de educación FLACSO; sin embargo, posee autonomía administrativa. Logró ser reconocida en la Ley de Educación Superior de ese país en el año 2000. Su director para el período de julio de 2020 a julio de 2024. es Felipe Burbano de Lara. 
Flacso México
Se estableció en 1975 mediante un acuerdo entre el Gobierno Mexicano y la Facultad Latinoamericana de Ciencias Sociales (Flacso), e inició sus actividades académicas en 1976. Cuenta con programas de posgrado a nivel maestría y doctorado inscritos en el Programa Nacional de Posgrados de Calidad (PNPC) del CONACYT, así como especialidades. La actual Directora es la Dra. Gloria Del Castillo Alemán Archivado el 28 de mayo de 2019 en Wayback Machine. habiendo sigo elegida para ejercer este cargo en el período 2018 - 2022. Por primera vez desde su fundación en 1975, la Flacso México es dirigida por una egresada de la sede.
Flacso Costa Rica
Se estableció como Programa en 1992 y pasó a ser Sede en 1997. La naturaleza, propósitos y actividades que rigen a FLACSO COSTA RICA, se encuentran estipuladas en el Convenio Internacional aprobado por Ley de la República de COSTA RICA n.º 6556, lo mismo que en la aprobación del addéndum al Convenio, aprobado mediante Ley n.º 8085 de 14 de febrero de 2001, publicada en la Gaceta n.º 44 del viernes 2 de marzo del año 2001. Cuenta con programas de formación cortos y posgrados, así como con distintas áreas de investigación académica y aplicada. Su Directora actualmente es la Dra. Ilka Treminio Sánchez elegida en la Vigésima Primera Asamblea General de la Facultad Latinoamericana de Ciencias Sociales, por resolución AGO Vigésima Primera/ uno cero.

## Reconocimientos
En 2006, por su aporte a las ciencias sociales en la Argentina durante la última década, la Fundación Konex le otorgó la Mención Especial de los Premios Konex como una de las instituciones más importantes en las Humanidades.